# Roca Freda
La Roca Freda és una muntanya de 589 metres que es troba al municipi de el Pinell de Brai, a la comarca de la Terra Alta.